# Rhynchospora brittonii
Rhynchospora brittonii är en halvgräsart som beskrevs av Shirley Gale. Rhynchospora brittonii ingår i släktet småag, och familjen halvgräs. Inga underarter finns listade i Catalogue of Life.